# Arne Hodalič
Arne Hodalič, slovenski fotograf, biolog, popotnik, novinar, potapljač in jamar, * 10. julij 1955, Ljubljana.

## Življenjepis
Počitnice je od šestega leta preživljal na taborjenju na Kornatih. Oče, zdravnik Milan Hodalič, je zgradil majhno jadrnico in nekaj let kasneje še majhno hiško na Kornatih. Od tod njegovo veselje do morja, jadranja, potapljanja. Leta 1975 je končal Poljansko gimnazijo v Ljubljani in leta 1980 diplomiral na Biotehniški fakulteti na oddelku za Biologijo - pedagoška smer in pridobil naslov profesor biologije.
Že pred diplomo je začel z aktivnim razstavljanjem fotografij in sodelovanjem v Foto grupi ŠOLT.
Po diplomi sta s prijateljico Meto zgradila jadrnico, leta 1984 pa sta s prijatelji začela s prvim čarterjem na Jadranu.
Leta 1986 je postal ustanovni član in aktivni sodelavec Trajne delovne skupnosti »BRUT Film« v Ljubljani, kjer je sodeloval pri snemanju večjega števila reklamnih spotov (Unior, Gorenjski tisk, Lek ...) in pri neodvisni ŠKUC-ovi art produkciji. Leta 1987 se je vpisal v razvid samostojnih kulturnih delavcev Republiškega komiteja za kulturo kot poklic: Likovna dejavnost - delo fotografa.
Leta 1988 je začel sodelovati s fotografom Bojanom Brecljem. Leta 1989, po petih poslovno uspešnih letih sta se z Meto naveličala čarterja, vse skupaj prodala in se tudi razšla. Januarja istega leta sta se s prijateljem fotografom Bojanom Brecljem odpravila v Indijo. Najela sta čoln in plula približno mesec in pol po Gangesu. Tukaj se je začela njegova profesionalna pot fotografa. Iz potovanja po Indiji sta pripravila osnutek fotografske monografije in odšla na Frankfurtski knjižni sejem. Založnika nista našla, spoznala pa sta urednika švicarske revije Animan, ki jima je predlagal, da gresta poslikat reko Nil, in pot tudi financiral. Nato sta za isto revijo šla še na reko Sepik na Papuo Novo Gvinejo. Arne je potem za njih naredil še dvajset različnih reportaž po celem svetu.
Leta 1990 se je preselil v Lausanne v Švici in začel delati v Parizu. Istega leta se je tudi ožje specializiral za podvodno fotografijo in video snemanje. Na svoje prve jamske potope je povabil svetovnega rekorderja v jamskem potapljanju Olivierja Islerja, kjer je napravil tudi nekaj posnetkov človeške ribice in leta 1991-1992 objavil reportažo v revijah v tujini. Reportažo je opazil tudi francoski režiser Christian Zuccarelli, s katerim sta nato leta 1998 o proteusu posnela tudi krajši dokumentarni film.
Leta 1991 je postal novinar IFJ (International Federation of Journalists). Istega leta je postal tudi član agencije »Gamma Press« iz Pariza (do leta 1993). Prvo veliko naročilo je dobil leta 1993, zgodba ob 30. obletnici atentata na John F. Kennedya, ko gresta z novinarjem pariške agencije GLMR raziskovati v Ameriko – Dallas.
V letih od 1993 do 1995 je bil gostujoči predavatelj za fotoreporterstvo na Parsons School of Design v Parizu. Leta 1994 se je preselil v Slovenijo in pričel sodelovati z domačimi mediji.
Med letoma 1994 in 1995 je poročal iz Sarajeva in Mostarja kot vojni reporter. Od leta 1995 je jamar v jamarskem klubu Društvo za raziskovanje jam Ljubljana in JK Gregor Žiberna/ Divača.
V letih 1995-2004 je bil član agencije »Saola press« in Explorer« iz Pariza.
Od leta 1997 je član agencije »Navalon« iz Züricha in član multimedijske agencije »Corbis« (Microsoft), ki je bila ustanovljena na pobudo Billa Gatesa. Od leta 1997 do 1999 je bil podvodni fotograf za tovarno ur Sector No Limits za fotografiranje svetovnih rekordov v jamskem potapljanju (Olivier Isler) in potapljanju na dah (Deborah Andollo). Od leta 1998 je imel več fotografskih delavnic predvsem za poklicne fotografe in študente na temo »Barvna fotoreportaža in njene osnovne zakonitosti«. 1998 leta je postal tudi član agencije IPAK. Leta 2001 je izdal knjigo Potovanje v navidezno ogledalo.
Od leta 2003 je pripadnik specialnih enot ministrstva za obrambo v enoti tehničnih potapljačev.
Med arheološkimi raziskavama v Ljubljanici, kjer so našli najstarejše ostanke človeka na Slovenskem (stare 9500 let) je napisal reportažo, ki so jo odkupili v National Geographicu pod naslovom A River's Gifts (objavili januarja 2007 ). Leta 2006 je postal urednik fotografije pri slovenski izdaji revije National Geographic. Poleg tega pa je postal predavatelj  na Fakulteti za družbene vede v Ljubljani. Dve leti kasneje je dobil častni naziv docenta na Akademiji za umetnost. Od leta 2009 pa predava tudi na prvi šoli za fotografe, in sicer Visoki šoli za storitve (VIST) v Ljubljani. Njegova bibliografija, od leta 1980 naprej, obsega prek 400 enot.

## Posebna znanja
- potapljač CMAS -*** special diver
- potapljač UDI (United Diving Instructors - zveza profesionalnih inštruktorjev potapljanja )-*** special diver
- potapljač IANTD (International Association of Nitrox and Technical Divers) - Technical Trimix diver in Advanced Nitrox diver
- potapljač ANDI (American Nitrox Divers International) - Rebreather diver,
- mornar motorist
- pomorski radiotelegrafist.

## Delo

### Odprave (fotograf in dejavni udeleženec)
- prečenje Sudanske puščave v čolnu po reki Nil (1989)
- prečenje Papue Nove Gvineje (1500 km s kanujem po reki Sepik) (1990)
- Hunan 96 (francoska jamarska ekspedicija na Kitajskem) (1996)
- Oman 97 (slovenska jamarska ekspedicija) (1996)
- »L'esprit de Bouganinville« (eno in pol letna francoska znanstveno-jadralna ekspedicija v jugovzhodni Aziji) (2000-2002)

### Fotoreportaže
V regijah in državah : Evropa, Združene države Amerike, Rusija, Avstralija, Argentina, Kolumbija, Bolivija, Paragvaj, Afganistan, Pakistan, Gruzija, Armenija, Azerbajdžan, Kuba, Egipt, Sudan, Kamerun, Tanzanija, Madagaskar, Oman, Dubaj, Abu Dhabi, Gaza, Irak, Zanzibar, Indija, Andamanski otoki, Kitajska, Tajska, Nepal, Filipini, Indonezija, Bali, Papua Nova Gvineja, Irian Jaya, Kambodža, Šri Lanka, Maldivi.

### Objave - tujina
Najpomembnejše objave v naslednjih revijah v tujini: National Geographic, Figaro Magazine, GEO (Nemčija, Koreja, Francija, Brazilija, Španija, Grčija), Paris Match, Marie Claire (tudi v šestih mednarodnih edicijah iste revije), VSD, Newlook, Cosmopolitan, Stern, Liberation, Life (USA), Die Zeit, Grands Reportages, Cousteau Junior, Gala, Animan, Airone, Espresso, L'Illustré, Oggi, Sette-Corriere della Sera, Gioa, Qui Touring, The Earth Magazine, Nature, UWF, Mer et Océans, Océans, Apnéa, Echo, Grand Air, Geodes, Science et Vie-Junior, Yachting, Tauchen, Unterwasser, Plongeurs International, Kosmos, Dictionnaire Robert, Atlante, Aqua, Historia, Abenteuer Natur, Volta ao Mundo, No Limits, Photo Image, Here, Hola, Hello Magazine, Altair, Integral, Wins-Japan, Ferenczy, Quo, Mail on Sunday, Das Tier, TI Magazin, Grands Espaces, Geografica Universal, Weekend Express, Physis, Nordfoto, Intermon, Blanco y Negro, Al Wasat, Saudi...

### Objave - Slovenija
Najpomembnejše objave v slovenskih tiskanih medijih: Adria Airways inflight magazine, Delo, Sobotna priloga, National Geographic Slovenija, Mladina, Dnevnik, Glamur, Gloss, Ars Vivendi, Gea, Jana, Formart, Viva, Adrenalin, Grif, Pil, Flaneur, SBR, Playboy, Ona, Svet in ljudje, Horizont, ...

### Fotografske razstave
- samostojna razstava v galeriji Rotovž v Ljubljani, 1979
- Venus Varšava 1985
- Nikon Live galery - Zürich 1992
- serija potujočih razstav po Švici organizirana pod pokroviteljstvom Fotovision iz Lausanna (CH) 1995
- samostojna razstava v Studio Medico v Švici 1998
- samostojna razstava v Mali galeriji v Cankarjevem domu 1999
- samostojna razstava v galeriji Avla v Ljubljani, 1999
- samostojna razstava »Jamski svet« v galeriji BTC v Ljubljani, 2000
- samostojna razstava v galeriji knjižnice Prežihov Voranc, 2001
- samostojna (dobrodelna) razstava v galeriji Lek v Ljubljani, 2001
- skupinska razstava ob 40 letnici »Grupe Šolt« Cankarjev dom, 2003
- samostojna razstava »Ukradeno otroštvo« v Mali galeriji v Cankarjevem domu 2004
- samostojna razstava »Ukradeno otroštvo« v galeriji Stolp v Mariboru 2004
- samostojna razstava »Ukradeno otroštvo« v galeriji Herman Pečarič v Piranu 2004
- samostojna razstava  »Barve Indije« na bregu Ljubljanice maj 2005
- samostojna razstava »Barve Indije« v Kud France Prešern maj 2005
- samostojna razstava »Barve Indije« v galeriji Stolp v Mariboru maj 2005
- samostojna (dobrodelna) razstava »Pogledi« o popotresni obnovi Pakistana v City Parku (Ljubljana in Celje) januar – februar 2006

### Knjige
- Soavtor in idejni vodja za knjigo »Proteus anguinus - skrivnostni vladar kraške teme« (1993).
- Soavtor knjig: »The Ilustrated World's Religions« (1994) založbe Huston Smith, »Saints - The Chosen Few« (1994) založbe Labyrinth in »Mangroves« (1996) založbe Tropical Press
- Fotomonografija »Potovanje v navidezno ogledalo« (2001) založbe Didakta, (COBISS).
- Fotografije za tri knjige »L’Odyssée de La Boudeuse« (Au-dessus des volcans, Les Mystere de Sungai Bai, Les 33 Sakudei) JC Lattès Publishers april 2001.

### Film
- Podvodni snemalec, ko-scenarist, idejni vodja in organizator za dokumentarni film »Človeška ribica - skrivnostna prebivalka temin«.
- Sodelovanje pri francoskem dokumentarnem filmu »V deželi Kogijev«, Kolumbija (2000).
- Podvodni snemalec in ko-scenarist za dokumentarni film »Potopljeni darovi Ekorne« o arheoloških najdbah v reki Ljubljanici. (2004-2005)

## Priznanja
Nagrade

#### Nagrade za fotografijo
- Fotografija za koledar Lutkovnega gledališča iz Ljubljane nagrajen z zlatim MM'99 (1999)
- Plakat za Škocjanske jame nagrajen v Tokiju

##### Nagrade za film »Človeška ribica - skrivnostna prebivalka temin«.
- Posebna nagrada žirije na festivalu dokumentarnih filmov v Antibesu 1996.
- Nagrada mesta Toulon na festivalu v Toulonu 1996.
- Nagrada za najboljši novinarski dosežek na filmskem festivalu v Trentu 1997.
- Nagrada za najboljši profesionalni film na mednarodnem festivalu La Chaux-de-Fonds v Švici 1997.
- Nagrada za najboljši znanstveni dosežek na festivalu Tabaraka 1997.